# René Simard (docteur)
Pour les articles homonymes, voir René Simard.
René Simard, né le 4 octobre 1935 à Montréal et mort dans la même ville le 21 mai 2025, est un médecin et chercheur québécois.
Il fut entre autres recteur de l'Université de Montréal de 1993 à 1998.

## Biographie
Né à Montréal, au Québec, il obtient un baccalauréat en arts du Collège Saint-Laurent en 1956 et un doctorat en médecine de l'Université de Montréal en 1962. Il fait ensuite sa résidence en pathologie à la Mount Sinai School of Medicine de New York et reçoit un doctorat en sciences de l'université de Paris en 1968.
Il a assuré la direction de l'Institut du cancer de Montréal (1975-1987), la présidence du Conseil de la recherche en santé du Québec (1975-1978) et du Conseil de recherches médicales du Canada (1978-1981), la fonction de vice-recteur à l'enseignement et à la recherche (1985-1993) et ensuite celle de recteur (1993-1998) de l'Université de Montréal,,.
De 1985 à 1989, il a été membre du conseil scientifique du Centre international de recherche sur le cancer (Lyon), dont il a été président de 1986 à 1988.
Le Dr René Simard meurt à Montréal le 21 mai 2025 à l'âge de 89 ans.

## Distinctions honorifiques
- 1981 : Prix Michel-Sarrazin[6]
- 1989 : Officier de l'Ordre du Canada[7]
- 1996 : Chevalier de l'Ordre national du Mérite
- Lauréat de l'Ordre des Palmes académiques
- Membre de la Société royale du Canada
- Doctorat honoris causa de l'Université de Toulouse